# Metsäjärvi
Metsäjärvi eller Metsälampi är en sjö i Finland. Den ligger i kommunen Salla i landskapet Lappland, i den norra delen av landet, 700 km norr om huvudstaden Helsingfors. Metsälampi ligger 236 meter över havet. Arean är 30,4 hektar och strandlinjen är 4,48 kilometer lång. Sjön  ingår i Koundaälvens huvudavrinningsområde. 